# 古畑奈和
古畑 奈和（ふるはた なお、1996年〈平成8年〉9月15日 - ）は、日本の女優、サックス奏者、歌手。女性アイドルグループSKE48の元メンバーであり、AKB48の元兼任メンバーである。
愛知県出身。ゼスト所属。

## 略歴
2011年10月16日、SKE48第5期生オーディションで応募総数5,988名の中から16名の仮合格者に選ばれる。同年11月26日、『SKE48リクエストアワー セットリストベスト50 2011 〜ファンそれぞれの神曲たち〜』1日目においてお披露目された。
2012年8月29日、『SKE48劇場改修前最終公演』において、チームEへの昇格が発表される。同時にチームSへの昇格が発表された菅なな子とともに、5期生から初の正規メンバー昇格者となった。
2013年4月28日、『AKB48グループ臨時総会 〜白黒つけようじゃないか!〜』最終日の夜公演で、AKB48チームKとの兼任が発表される。同年9月18日に日本武道館で開催された『AKB48 34thシングル選抜じゃんけん大会』では15位で、初めてAKB48の表題曲の選抜メンバーになる。
2014年2月24日、Zepp DiverCityで開催された『AKB48グループ大組閣祭り』にて、SKE48はチームEからチームKII、AKB48はチームKからチームAへ異動することが発表される。同年5月から6月にかけて実施された『AKB48 37thシングル 選抜総選挙』では55位で、フューチャーガールズに選出される。
2015年3月14日から15日にかけて上演されたミュージカル『AKB49〜恋愛禁止条例〜』で、主演として浦川みのり / 浦山実役を一人二役で務めた。同年3月26日、さいたまスーパーアリーナで開催された『AKB48 春の単独コンサート〜ジキソー未だ修行中!〜』においてAKB48チームAとの兼任解除が発表され、同年5月29日にチームA「恋愛禁止条例」公演において行われた「古畑奈和・矢倉楓子を送る会」をもってAKB48との兼任を終了した。同年5月から6月にかけて実施された『AKB48 41stシングル 選抜総選挙』では24位で、アンダーガールズに選出される。同年10月5日、劇場デビュー7周年記念特別公演において、SKE48内のユニット「フルマリオン」のメンバーに選ばれる（2017年3月にデュオの相方である東李苑が脱退したため解散）。
2016年5月から6月にかけて実施された『AKB48 45thシングル 選抜総選挙』では29位で、アンダーガールズに選出される。
2017年5月から6月にかけて実施された『AKB48 49thシングル 選抜総選挙』では14位で、AKB48選抜総選挙において初の選抜入りを果たした。同年10月13日、ソロシングル「オルフェス」をSHOWROOM RECORDSから発売した。
2018年5月から6月にかけて実施された『AKB48 53rdシングル 世界選抜総選挙』では15位で、選抜総選挙において2年連続の選抜入りとなった。また、ソロシングル「オルフェス」の売上1万枚達成を受け、ミニアルバム『Dear 君とボク。』のリリースが決定した。
2019年6月27日、東京・新宿アルタKeyStudioにて自身初となるソロライブ『ピアスの穴を開けるのに失敗したトゥエンティートゥーと過ごす、夏、手前。』を開催した。
同年7月24日にリリースされたSKE48の25thシングル『FRUSTRATION』において、初めてシングル表題曲のセンターポジションを務めた。
2021年12月21日に名古屋・ダイヤモンドホールにて、自身2度目のソロライブ『古畑奈和 Colour days 〜空白〜』を開催。
2022年5月17日、チームKⅡ「最終ベルが鳴る」公演にて卒業を発表。
同月31日に光文社より1st写真集「感情の境界線」を発売。
同年8月24日に、ゴスペラーズ・黒沢薫のプロデュースによる卒業楽曲「ひかりさす」をシングルリリース。9月24日、卒業コンサート「ハニーフェス」を開催。同月29日にSKE48劇場にて卒業公演を行い、
翌30日をもってSKE48を卒業。
2023年8月16日に、卒業後初となるソロシングル「鍵の在処」をデジタルリリース。同作収録のカップリング曲「Moonlight parade」では自身初の作詞を行った。

## 人物
愛称は、奈和ちゃん。名前の「奈和」は「純粋で穏やかに和やかに…」という願いを込めて名付けられた。
小学校5年生からの2年間、吹奏楽部でユーフォニアムを担当、中学校でも吹奏楽部に所属するが、顧問の勧めもありサックスに転向。SKE48に加入後もサックスを特技としており、イベントやライブなどで披露していた。
堀北真希に似ていると言われることがある。
好きな言葉は「辛い時こそ伸びる時」。
酒好きであり、友人から「酒を水のように飲むね」と言われたこともある。

### SKE48
キャッチフレーズは「私と素敵な笑顔の交換をしませんか？ふんわりナチュラル、ちょっぴりドジな古畑奈和です」。
握手会ではブースの入り口から出口まで握手したままファンと移動し、次のファンのためにジャンプして入り口まで戻る「古畑ジャンプ」がファンの間で話題となり、ルールが変更された2014年7月5日の握手会で封印するまでは続けて行っていた。
チームE時代にチームメイトであった梅本まどかと「古梅（こうめ）」と称し、2人で共通の目標を立てたり、雑誌『EX大衆』（双葉社）の連載を担当したりしていた。元メンバーで同期の菅なな子とは「なおなん」と称していた。しかし、定着せず「なんなお」と呼ばれることも多かった。
メンバーに独自のニックネームをつけている。岩永亞美に「グミたん」、大場美奈に「るんるん」、菅なな子に「ななちょ」、二村春香に「はっぴぃ」、松井玲奈に「にゃにゃ」などがある。

### AKB48
楽屋でお菓子パーティーをしていたのがきっかけでチームK兼任時代にチームメイトであった前田亜美、藤田奈那、武藤十夢と古畑との4人で「おかぱ一ず」という非公式ユニットを組んでいる。当時17歳であったため深夜の生放送に出演できなかった藤田を除く3人でラジオ番組『AKB48のオールナイトニッポン』（ニッポン放送）に「おかぱ一ず」として出演した。
AKB48のメンバーにも特有のニックネームをつけており、佐藤亜美菜に「あまめぇちゃん」、武藤十夢に「とむとむ」などがある。

## SKE48・AKB48での参加楽曲

### シングル選抜楽曲
SKE48名義
- 「片想いFinally」に収録
  - 今日までのこと、これからのこと
- 「アイシテラブル!」に収録
  - ハレーション - 「セレクション8」名義
  - 目が痛いくらい晴れた空 - 「研究生」名義
- 「キスだって左利き」に収録
  - 鳥は青い空の涯を知らない - 「紅組」名義
- 「チョコの奴隷」に収録
  - 追いかけShadow - 「紅組」名義
- 美しい稲妻
  - シャララなカレンダー - 「Team E」名義
- 賛成カワイイ!
  - 道は なぜ続くのか? - 「愛知トヨタ選抜」名義
- 未来とは?
  - GALAXY of DREAMS - 「GALAXY of DREAMS」名義
  - 待ち合わせたい - 「Team E」名義
- 不器用太陽
  - 友達のままで - 「セレクション10」名義
  - サヨナラ 昨日の自分 - 「Team KII」名義
- 12月のカンガルー
  - I love AICHI - 「愛知トヨタ選抜」名義
  - DA DA マシンガン - 「Team KII」名義
- コケティッシュ渋滞中
  - 今夜はJoin us! - 「Team KII」名義
  - 夜の教科書 - 「セレクション17 “AKB49〜恋愛禁止条例〜”」名義
  - 僕は知っている - 「DOCUMENTARY of SKE48」名義
- 前のめり
  - 焦燥がこの僕をだめにする - 「Team KII」名義
- チキンLINE
  - キスポジション - 「Team KII」名義
- 金の愛、銀の愛
  - ハッピーランキング - 「ランクインガールズ2016」名義
- 意外にマンゴー
  - 奇跡の流星群 - 「Passion For You選抜」名義
  - 円を描く - 「Team KII」名義
- 無意識の色
  - We're Growing Up - 「愛知トヨタ選抜」名義
  - 夜明けのコヨーテ - 「サガミチェーン選抜」名義
- いきなりパンチライン
  - 誰かの耳 - 「Team KII」名義
- Stand by you
  - 地元民たちよ - 「愛知トヨタ選抜」名義
  - 蹴飛ばした後で口づけを - 「Team KII」名義
  - 神様は見捨てない
- FRUSTRATION
- ソーユートコあるよね?
- 恋落ちフラグ
- あの頃の君を見つけた
- 心にFlower

AKB48名義
- 「ギンガムチェック」に収録
  - あの日の風鈴 - 「ウェイティングガールズ」名義
- 「So long !」に収録
  - Waiting room - 「アンダーガールズ」名義
- 「さよならクロール」に収録
  - バラの果実 - 「アンダーガールズ」名義
- 「ハート・エレキ」に収録
  - 快速と動体視力 - 「アンダーガールズ」名義
  - 細雪リグレット - 「Team K」名義
- 鈴懸の木の道で「君の微笑みを夢に見る」と言ってしまったら僕たちの関係はどう変わってしまうのか、僕なりに何日か考えた上でのやや気恥ずかしい結論のようなもの
  - Escape - 「SKE48」名義
- 「前しか向かねえ」に収録
  - 君の嘘を知っていた - 「Beauty Giraffes」名義
- ラブラドール・レトリバー
  - 君は気まぐれ - 「Team A」名義
- 「心のプラカード」に収録
  - 性格が悪い女の子 - 「フューチャーガールズ」名義
- 「希望的リフレイン」に収録
  - 従順なSlave - 「Team A」名義
  - Ambulance - 「ゆり組」名義
- 「Green Flash」に収録
  - 世界が泣いてるなら - 「SKE48」名義
- 「ハロウィン・ナイト」に収録
  - さよならサーフボード - 「アンダーガールズ」名義
- 「君はメロディー」に収録
  - Gonna Jump - 「SKE48」名義
- 「LOVE TRIP/しあわせを分けなさい」に収録
  - 伝説の魚 - 「アンダーガールズ」名義
- 「ハイテンション」に収録
  - また あなたのことを考えてた - 「チームボーカル」名義
- 「シュートサイン」に収録
  - Vacancy - 「SKE48」名義
- 願いごとの持ち腐れ
  - あの頃の五百円玉
- #好きなんだ
  - ギブアップはしない - 「サックス古畑」として参加
- 「ジャーバージャ」に収録
  - 愛の喪明け - 「SKE48」名義
- センチメンタルトレイン
- 「NO WAY MAN」に収録
  - それでも彼女は - 「大人選抜2018」名義

### アルバム選抜楽曲
SKE48名義
- 『この日のチャイムを忘れない』に収録
  - みつばちガール - 「チームE」名義
  - ポニーテールとシュシュ - 「チームE」名義
- 『革命の丘』に収録
  - 夏よ、急げ!
  - ホライズン - 「愛知トヨタ選抜」名義
  - 愛のために何を捨てる?

AKB48名義
- 『1830m』に収録
  - 青空よ 寂しくないか?
- 『次の足跡』に収録
  - 10クローネとパン
  - 共犯者 - 「Team K」名義
- 『ここがロドスだ、ここで跳べ!』に収録
  - Oh! Baby! - 「高橋Team A」名義
  - ここがロドスだ、ここで跳べ!
- 『サムネイル』に収録
  - すべては途中経過

### その他の参加楽曲
- シングル「コップの中の木漏れ日」（「ラブ・クレッシェンド」名義）
  - お楽しみは明日から - 「愛知トヨタ選抜」名義
  - 愛してるとか、愛してたとか - 「フルマリオン」名義

### 未音源化曲
ぱちスロAKB48 勝利の女神
- ヘビーローテーション
- AKBフェスティバル

### 劇場公演ユニット曲
SKE48名義
SKE48 研究生「PARTYが始まるよ」公演
- スカート、ひらり

SKE48 研究生「会いたかった」公演
- 嘆きのフィギュア
- ガラスの I LOVE YOU
- 背中から抱きしめて
- リオの革命

チームE 2nd Stage「逆上がり」
- 愛の色

チームE 3rd Stage「僕の太陽」
- アイドルなんて呼ばないで

チームKII 5th Stage「ラムネの飲み方」
- クロス

チームKII 6th Stage「0start」
- MARIA（チームK 3rd Stage「脳内パラダイス」）

AKB48名義
大島チームKウェイティング公演
- ヒグラシノコイ（ひまわり組 1st Stage「僕の太陽」）

チームKウェイティング公演II「最終ベルが鳴る」
- 初恋泥棒

チームA「恋愛禁止条例」公演
- 真夏のクリスマスローズ

## 作品

### シングル
| # | リリース日     | タイトル   | 収録内容 | レーベル         | 販売形態 | 品番      | 備考     |
| - | -------------- | ---------- | --- | ---------------- | -------- | --------- | -------- |
| 1 | 2017年10月13日 | オルフェス | 1. オルフェス（作詞：萩島宏 / 石井亮輔、作曲：石井亮輔 / 龍田洪、編曲：龍田洪） 2. オルフェス (off vocal ver.) | SHOWROOM RECORDS | CD       | SRRC-000  | [ 注 2 ] |
| 2 | 2022年8月24日  | ひかりさす | 1. ひかりさす 2. MESSIAH (piano arrange ver.)                                                                  | ゼスト           | CD+DVD   | ZEST-0016 |          |

### ミニアルバム
| # | リリース日     | タイトル        | 収録内容                                                        | レーベル         | 販売形態 | 品番 | 備考     |
| - | -------------- | --------------- | --------------------------------------------------------------- | ---------------- | -------- | ---- | -------- |
| 1 | 2018年12月24日 | Dear 君とボク。 | 1. 本性 2. MESSIAH 3. ミライクル 4. 4me 5. 観覧車 6. オルフェス | SHOWROOM RECORDS | CD       |      | [ 注 3 ] |

## タイアップ
| 楽曲       | タイアップ | 収録作品                  |
| ---------- | --- | ------------------------- |
| オルフェス | CM：ロハス製薬 オルフェス アクアモイスチャー シートマスク「ふたり篇」「ひとり篇」「チャンス篇」「迷わせる篇」「ピンチ篇」「想い篇」 | 1stシングル「オルフェス」 |

## 出演

### テレビドラマ
- マジすか学園4（2015年1月20日 - 3月31日、日本テレビ） - ディーバ 役
- ヤメゴク〜ヤクザやめて頂きます〜 第3話（2015年4月30日、TBS） - 風見愛 役[注 4]
- マジすか学園5（2015年8月25日、日本テレビ）[注 5] - スネーク 役
- 劇場霊からの招待状 第5話「因果」（2015年10月31日、TBS） - 主演・石塚春香 役[61][62]
- キャバすか学園 第8話 - 最終話（2016年12月25日 - 2017年1月15日、日本テレビ） - キャバクラ嬢 役
- 豆腐プロレス（2017年1月22日 - 7月2日、テレビ朝日） - 古畑奈和 / サックス古畑 役[63]
- 名古屋行き最終列車2021（2021年2月17日、名古屋テレビ放送） - 古畑奈和（本人） 役[64]
- 連続テレビ小説「虎に翼」（2024年5月15日 - 、NHK） - 小高(花岡)奈津子 役[65]

### バラエティ番組
- 古川未鈴と古畑奈和のいにしえ乙女酒（2019年4月3日 - 9月25日、BS日テレ）
- 古畑前田のえにし酒（2019年10月6日[66] - 2020年3月29日、BS日テレ）

### ドキュメンタリー
- Style of ニッポン〜古畑奈和の綺麗・絶景・長崎夜景〜（2022年3月20日、BS日テレ）[67]

### テレビアニメ
- 絆のアリル（2023年4月4日 -、ゾーイ）[68]

### 舞台
- ミュージカル『AKB49〜恋愛禁止条例〜』（2015年3月14日・15日、中日劇場） - 主演・浦川みのり / 浦山実 役[11]
- 花より男子 The Musical（2016年1月5日 - 24日、シアタークリエ / 1月28日、福岡サンパレス ホテル&ホール / 2月6日・7日、愛知県芸術劇場 大ホール / 2月11日 - 14日、サンケイホールブリーゼ） - 藤堂静 役[69][70]
- リーディングシアター「恋工場」（2016年9月20日、ベルサール渋谷ガーデン Cホール）[71]
- SKE48版「ハムレット」（2019年4月18日 - 21日、品川プリンスホテル クラブeX） - クローディアス 役[72]
- 博多座開場20周年記念公演「仁義なき戦い〜彼女（おんな）たちの死闘編〜」（2019年11月16日 - 24日、博多座） - 土居清（名和宏） 役[73]
- 本多劇場グループnext「DISTANCE-TOUR-」（2020年8月20日、穂の国とよはし芸術劇場PLAT アートスペース）[74]
- 御園座三月特別公演 ＜第一部＞水戸黄門漫遊記より「水戸黄門〜春に咲く花」（2021年3月4日 - 21日、御園座） - おみつ 役[75]
- 30-DELUX NAGOYA アクションクラブ MIX「ナナシ2021」（2021年12月9日 - 12日、中川文化小劇場 / 17日 - 19日、近鉄アート館 / 25日 - 28日、新国立劇場 小劇場） - 鷹丸 役[76]
- 「coemiru」 vol.2会話劇『私の人生らしくない feat.古畑奈和』2部（2022年7月3日、YMCAアジア青少年センター スペースYホール）[77]
- 催眠探偵！十文字幻斎〜事件解決は、催眠の向こう側に〜（2022年12月14日 - 15日、成増アクトホール） - 北野八重 役[78]
- 朗読劇 私の頭の中の消しゴム 14th Letter（2023年4月30日、よみうり大手町ホール） - 薫 役[79]
- Monkey Works vol.10「アビリティイレブン」（2023年5月31日 - 6月4日、シアターサンモール） - 主演・新開郁美 役[80]
- 朗読劇「ラストダンスは私に〜岩谷時子物語〜」（2023年12月12日、六行会ホール） - 越路吹雪 役[81]
- 舞台「歌舞伎町シャーロック」（2024年5月17日 - 26日、IMM THEATER） - ルーシー・モーンスタン 役[82]
- 100点un・チョイス！ 10周年記念公演第1弾 第20回公演「フール」（2024年3月13日 - 17日、赤坂RED/THEATER）[83]
- 劇団TEAM-ODAC 第43回本公演「ダルマ」（2024年7月3日 - 7日、こくみん共済 coop ホール／スペース・ゼロ） - ヒロイン・エキナ 役[84]
- 舞台「理系が恋に落ちたので証明してみた。」（2024年9月12日 - 16日、こくみん共済 coop ホール/スペース・ゼロ） - 奏言葉 役[85]
- 舞台「のうぜい合戦」（2024年10月30日 - 11月4日、CBGKシブゲキ!! / 11月8日 - 10日、扇町ミュージアムキューブ CUBE01 / 11月12日・13日、穂の国とよはし芸術劇場PLAT アートスペース / 11月21日 - 26日、ラゾーナ川崎プラザソル） - 岸カスミ 役[86]
- SHY BOYプロデュース Vol.5「キャッシュ・オン・デリバリー」（2025年2月6日 - 9日、あうるすぽっと / 2月14日 - 16日、中川文化小劇場 / 3月8日・9日、松下IMPホール） - リンダ・スワン 役[87]
- 劇団壱劇屋 東京支部「WIREINSATS-ヴィアインザッツ-」（2025年7月10日 - 13日、こくみん共済 coop ホール/スペース・ゼロ）[88]
- 舞台「夜逃げ屋本舗」（2025年10月8日 - 13日〈予定〉、シアター・アルファ東京）[89]

### 映画
- 私が俺の人生!?（2024年7月19日、エフエムピクチャーズ） - 椎名みどり 役[90]
- BISHU 〜世界でいちばん優しい服〜（2024年10月11日、イオンエンターテイメント） - 勝又香奈 役[91]

### ラジオ
- TOKYO FMホリデースペシャル『太田胃散 presents SKE48古畑奈和のAUTUMN RADIO SHOW‼』（2019年11月2日、TOKYO FM）[92]
- 太田胃散 presents SKE48古畑奈和 10月のお楽しみ（2020年10月2日 - 30日、TOKYO FM）[93]
- 太田胃散 presents SKE48古畑奈和 7月のお楽しみ（2021年7月2日 - 30日、TOKYO FM）[94]
- 太田胃散 presents Friday Night Party 古畑奈和 なおらじ（2022年9月2日 - 30日、TOKYO FM）[95]
- DAYDREAM MAGIC（2025年4月2日 - 、FM AICHI） - 水曜・木曜パーソナリティ[96][97]

### CM・広報
- 太田胃散（2019年） - 番組「古畑前田のえにし酒」中のコラボCM
- OTAGROUP株式会社「ありがとう」篇（2023年9月15日 - 、広島県内にて放映）[98]
- 2024年名古屋市長選挙（2024年11月） - イメージキャラクター[99]

### ネット配信
- マジすか学園5（2015年8月25日 - 10月27日、Hulu） - スネーク 役[注 5]
- AKBホラーナイト アドレナリンの夜 第4話「間違い電話」（2015年10月14日、ビデオパス・テレ朝動画） - 主演・希 役[100]
- AKBラブナイト 恋工場 第14話「右フックの彼女」（2016年6月2日、ビデオパス・テレ朝動画） - 主演・美沙 役[101]
- RUSH 〜キット、イツカ〜（2017年1月9日 - 10日、ネスレ日本）[102]

### イベント
- 豆腐プロレス The REAL 2017 WIP CLIMAX in 後楽園ホール（2017年8月29日、後楽園ホール） - サックス古畑 役[103]
- 豆腐プロレス The REAL 2018 WIP QUEENDOM in 愛知県体育館（2018年2月23日、愛知県体育館） - サックス古畑 役[104]

### その他
- DAMチャンネル（2015年3月、SKE48期間限定MC）[105]

## 書籍

### 写真集
- 感情の境界線（2022年5月31日、光文社）[106]

### 雑誌連載
- EX大衆（2014年6月13日 - 、双葉社） - 「SKE48古畑奈和&梅本まどか ふたりならできるもん！」（梅本まどかと共同連載）[44]
- サックス・ワールド（2016年6月10日 - 、ホットリバー） - 「古畑奈和(SKE48)の輝け!サクソフォン次世代エースへの道」[107]